# Röyksopp
Röyksopp (transkr. Rejksop) norveški je muzički duo iz Tromsea. Duo su 1998. godine osnovali Torbjern Bruntland i Svejn Berge. Stvaraju i izvode elektronsku muziku.

## Diskografija

### Studijski albumi
- (2001)
- (2005)
- (2009)
- (2010)
- (2014)

### izdanja
- (2006)
- (sa Robin) (2014)

## Nagrade i nominacije
- Nagrade Gremi

| Godina | Kategorija                             | Nominovano delo | Ishod      |
| ------ | -------------------------------------- | --------------- | ---------- |
| 2015.  | Najbolji album dens/elektronske muzike |                 | Nominacija |

## Nastupi u Srbiji
| Datum         | Mesto    | Prostor                 | Napomene                 | Izv.        |
| ------------- | -------- | ----------------------- | ------------------------ | ----------- |
| 10. jul 2010. | Novi Sad | Petrovaradinska tvrđava | u okviru festivala Egzit | [ 1 ] [ 2 ] |

## Spoljašnje veze
- Zvanični veb-sajt
- Röyksopp na veb-sajtu  (jezik: engleski)
- UCEES_bv7O-xLNZhTSO4kRUQ Röyksopp na veb-sajtu
- Röyksopp na veb-sajtu
- Röyksopp na veb-sajtu
- na sajtu
- forumi
- Kompletna diskografija